# Binário do Jatobá
O Binário do Jatobá, denominado de Binário Alexandrino Rodrigues, são duas pontes paralelas localizadas no município de Patos, estado da Paraíba: a antiga Ponte de Figueiredo e a nova ponte inaugurada em 18 de agosto de 2015 (esta última com 128 metros e dando um novo acesso ao município metropolitano de Teixeira).

## Importância
É um importante equipamento não apenas aos patoenses, como também para os motoristas de todas as cidades que por ali trafegam. Além de ser um trecho no qual está incluído a nova ponte que liga os bairros Monte Castelo, Jatobá, Mutirão e demais localidades da zona sul ao Centro de Patos.
A outra ponte, denominada Ponte de Figueiredo, uma importante ponte rodoviária da BR-110,compõe o binário e liga também o Centro de Patos aos bairros de Monte Castelo, Jatobá, Jardim Santa Cecília, Mutirão, Nova Conquista e Alto da Tubiba, além dos municípios ao sul da cidade, como os do Sertão Norte de Pernambuco e os próprios municípios do sul da Região Metropolitana de Patos, como São José do Bonfim e Teixeira.Com seu intenso tráfego inclui diariamente veículos, caminhões, carroças, bicicletas, motocicletas (entre 12 e 15 mil por dia) além de milhares de pedestres.